# Impatiens duclouxii
Impatiens duclouxii är en balsaminväxtart som beskrevs av Joseph Dalton Hooker. Impatiens duclouxii ingår i släktet balsaminer, och familjen balsaminväxter. Inga underarter finns listade i Catalogue of Life.